# Episodi di SEAL Team (prima stagione)
La prima stagione della serie televisiva SEAL Team è stata trasmessa sul canale statunitense CBS dal 27 settembre 2017 al 16 maggio 2018.
In Italia la stagione è stata trasmessa in prima visione assoluta su Rai 2 dal 18 luglio 2018 e in replica dal 12 dicembre 2019 su Rai 4.
| n° | Titolo originale           | Titolo italiano              | Prima TV USA      | Prima TV Italia   |
| -- | -------------------------- | ---------------------------- | ----------------- | ----------------- |
| 1  | Tip of the Spear           | Obiettivo di alto valore     | 27 settembre 2017 | 18 luglio 2018    |
| 2  | Other Lives                | Altre vite                   | 4 ottobre 2017    | 18 luglio 2018    |
| 3  | Boarding Party             | Centaurus                    | 11 ottobre 2017   | 18 luglio 2018    |
| 4  | Ghosts of Christmas Future | Fantasmi di un Natale futuro | 18 ottobre 2017   | 25 luglio 2018    |
| 5  | Collapse                   | Collasso                     | 25 ottobre 2017   | 25 luglio 2018    |
| 6  | The Spinning Wheel         | La ruota della vita          | 8 novembre 2017   | 25 luglio 2018    |
| 7  | Borderlines                | Confini                      | 15 novembre 2017  | 1º agosto 2018    |
| 8  | The Exchange               | Lo scambio                   | 22 novembre 2017  | 1º agosto 2018    |
| 9  | Rolling Dark               | Cassa di birra               | 6 dicembre 2017   | 1º agosto 2018    |
| 10 | Pattern of Life            | Il reclutatore               | 3 gennaio 2018    | 8 agosto 2018     |
| 11 | Containment                | Contenimento                 | 10 gennaio 2018   | 8 agosto 2018     |
| 12 | The Upside Down            | Il recupero                  | 17 gennaio 2018   | 22 agosto 2018    |
| 13 | Getaway Day                | L'imboscata                  | 31 gennaio 2018   | 22 agosto 2018    |
| 14 | Call Out                   | L'uomo misterioso            | 28 febbraio 2018  | 29 agosto 2018    |
| 15 | No Man's Land              | Terra di nessuno             | 7 marzo 2018      | 29 agosto 2018    |
| 16 | Never Get Out of the Boat  | Mai scendere dalla barca     | 21 marzo 2018     | 5 settembre 2018  |
| 17 | In Name Only               | Schiavitù                    | 28 marzo 2018     | 5 settembre 2018  |
| 18 | Credible Threat            | Minaccia credibile           | 11 aprile 2018    | 12 settembre 2018 |
| 19 | Takedown                   | La cattura                   | 25 aprile 2018    | 12 settembre 2018 |
| 20 | Enemy of My Enemy          | Nemico del mio nemico        | 2 maggio 2018     | 19 settembre 2018 |
| 21 | The Graveyard of Empires   | La tomba degli imperi        | 9 maggio 2018     | 19 settembre 2018 |
| 22 | The Cost of Doing Business | Il prezzo da pagare          | 16 maggio 2018    | 19 settembre 2018 |

## Obiettivo di alto valore
- Titolo originale: Tip of the Spear
- Diretto da: Christopher Chulack
- Scritto da: Benjamin Cavell

### Trama
Il capo di prima classe Jason Hayes è il leader del Bravo Team, un'unità d'élite di livello 1 dei Navy SEAL, che sta affrontando la recente perdita di un membro del team, Nate, durante una missione per distruggere un carico di missili Javelin rubati a bordo di un mercantile e successivamente alla quale vengono attaccati dalle imbarcazioni nemiche durante l'esfiltrazione. Nel frattempo, pur affrontando anche problemi personali riguardanti il suo matrimonio e la sua famiglia, viene inviato con i suoi compagni di reparto Ray Perry e Sonny Quinn in una missione clandestina a Monrovia per catturare Abu Samir al-Masri, un leader di alto livello dello Stato Islamico responsabile di molteplici attacchi in Iraq, che si trova in un compound di un generale dell'esercito liberiano per organizzare un incontro con esponenti di Boko Haram. La missione notturna, alla quale partecipa anche la recluta del Green Team Clay Spenser, si trasforma presto in un'operazione di salvataggio di una cooperante statunitense tenuta lì in ostaggio e Clay, nonostante debba contravvenire agli ordini ricevuti da Jason, è costretto a uccidere l'obiettivo di alto valore dal momento che stava per farsi esplodere con una cintura esplosiva dopo un lungo inseguimento nel seminterrato.
- Ascolti USA: 9 880 000 telespettatori[3]

## Altre vite
- Titolo originale: Other Lives
- Diretto da: Christopher Chulack
- Scritto da: Benjamin Cavell

### Trama
In missione nella Siria nord-orientale per dimostrare l'esistenza di una fabbrica di armi chimiche nascosta presso un ospedale abbandonato ad al-Hawl, il team è incaricato di prelevare vari campioni e distruggere il gas nervino disperso. Tuttavia il team vi scopre presto molti civili innocenti in pericolo di vita per via delle esalazioni che hanno bisogno di soccorsi: quindi il secondo obiettivo diventa, con l'approvazione del tenente comandante Eric Blackburn, evacuarli il più rapidamente possibile prima di finire sotto un pesante fuoco nemico che si sta avvicinando alla loro posizione. Nel frattempo, in patria, la moglie di Ray, che è incinta, entra in travaglio all'insaputa di lui mentre Clay, durante la continuazione della sua formazione nel Green Team, incontra in un bar una dottoranda in letteratura di nome Stella.
- Ascolti USA: 8 390 000 telespettatori[4]

## Centaurus
- Titolo originale: Boarding Party
- Diretto da: Christopher Chulack
- Scritto da: Spencer Hudnut

### Trama
Il team deve salvare dei ricercatori statunitensi tenuti in ostaggio sulla nave oceanografica Centaurus nel Mar Cinese Meridionale vicino alla costa vietnamita, ma quando i pirati disattivano il GPS per dirigersi verso le Filippine meridionali, assieme ad un altro team SEAL devono svolgere una missione notturna a bordo contro il tempo prima che gli ostaggi vengano venduti nel porto di Iligan. Il basso punteggio in graduatoria di Clay mette a repentaglio il suo futuro nel Green Team (anche perché suo padre, un ex SEAL valoroso, ha scritto un libro senza permesso e quindi ha ricevuto un rimprovero dalla Marina) ma ha iniziato una relazione con Stella. Nel frattempo Jason, con l'aiuto di Ray, inizia a indagare su una donna che vive a Norfolk ed è collegata con il telefono usa e getta del suo compagno di squadra morto, sospettando dunque che egli stesse tradendo sua moglie.
- Ascolti USA: 8 020 000 telespettatori[5]

## Fantasmi di un Natale futuro
- Titolo originale: Ghosts of Christmas Future
- Diretto da: Larry Teng
- Scritto da: Benjamin Cavell e Daniele Nathanson

### Trama
Jason e il Bravo Team, coinvolti in alcune ingannevoli indagini della CIA, sono incaricati di catturare un ex criminale di guerra serbo, responsabile del massacro di parecchi civili musulmani nella città bosniaca di Travnik nel 1994 e sospetto trafficante di armi, di nome Luka Baljic. Una volta giunti a Tallinn, dovrebbero dunque rapire il bersaglio nella zona del mercato con un'operazione di basso profilo prima che si possa incontrare con un intermediario ceceno di nome Abukhan Kadyrov ma Jason rifiuta di interrompere la loro missione dopo che è andata letteralmente per il verso sbagliato. Dopo aver finto la propria partenza dall'aeroporto, il team è quindi libero di organizzare un piano alternativo per completare con successo il proprio compito in mezzo al caotico traffico cittadino. Inoltre, il controverso padre di Clay, Ash Spenser, arriva in città per il tour promozionale del suo libro mentre Jason pensa che dovrebbe mentire a sua moglie Alana, scoprendo comunque da una foto che quella donna era presente in Afghanistan prima della morte di Nate.
- Ascolti USA: 7 110 000 telespettatori[6]